# The Rattles
The Rattles is een Duitse beat- en rockband, die in de jaren 1960 en 1970 hun grootste successen vierden.

## Carrière
In december 1960 werden The Rattles in Hamburg opgericht door Achim Reichel en Herbert Hildebrandt. De band won in februari 1963 een concours in de Star-Club in Hamburg en werd daarna de eerste Duitse band met een verbintenis bij deze club. In de herfst van hetzelfde jaar namen ze hun eerste single op, waarna de band gedurende vijf weken een tournee door Engeland afwerkte met Bo Diddley, Little Richard en de toen nog onbekende Rolling Stones. In 1966 stonden ze samen met The Beatles op het podium en speelden ze met grote bijval in het voorprogramma van de Bravo-Beatles-Blitztournee in München, Essen en Hamburg.
Er verschenen Rattles-platen, die in Engeland regionaal succes hadden, en zo werden ze in Liverpool als de Duitse Beatles gezien.
In totaal had de band zo'n dozijn hits, waaronder La La La (1965), Come on and sing (1966) en Cauliflower (1967). In 1965 namen ze bovendien nummers op met Johnny Hallyday (Laß die Leute doch reden, It's Monkeytime), die op de lp/cd Johnny Halliday meets the Rattles verschenen.
In 1970 scoorden The Rattles met The Witch een nieuwe hit. De song was eerst als B-kant van de in 1969 uitgebrachte single Geraldine verschenen. In juni 1970 kwam The Witch in de Verenigde Staten als A-kant op de 79e plaats en in Groot-Brittannië op de 8e plaats. De bezetting toentertijd was: Zappo Lüngen, Rainer Degner (ex-German Bonds), Peet Becker (ex-German Bonds) en Henner Hoier (ex-Rivets). Naar aanleiding van het succes namen The Rattles in een nieuwe bezetting met zangeres Edna Bejarano een nieuwe versie op van The Witch, die in oktober 1970 een 5e plaats scoorde in de Duitse hitlijst. Het nummer werd gecomponeerd door Herbert Hildebrandt onder het pseudoniem Frank Steven. Henner Hoier, die het oorspronkelijke nummer had gezongen, verliet een jaar later de band en richtte samen met Les Humphries de Les Humphries Singers op. Op dit moment had Achim Reichel de band allang verlaten. Na zijn militaire diensttijd formeerde hij in 1967 met Dicky Tarrach (ex-Rattles), Frank Dostal, Helmut Franke en Les Humphries de band Wonderland. De nieuwe Rattles uit de jaren 1970 met Edna Bejarano, Frank Mille, Borny Bornhold en Zappo Lüngen hadden met de oorspronkelijke formatie alleen nog voor zover te doen, dat Herbert Hildebrandt verder de componist en producent van de band was. Verdere singles als You Can't Have Sunshine Every Day en Devil's on the Loose (beide 1971) waren slechts kleinere hits in Duitsland.
In 1977 werd de band ontbonden na enkele verdere omzettingen. Maar sinds 1988 spelen ze weer regelmatig op feesten en evenementen. Op 26 september 2005 vierden The Rattles hun 45-jarig bestaan met een concert in het Hamburgse Landhaus Walter en met de dvd Beat Made in Germany, die de complete geschiedenis van de band vertelt.
In 2007 publiceerden The Rattles het eerste studioalbum Say Yeah! sinds vijftien jaar. De plaat bevat 15 nieuwe songs en werd in Hamburg opgenomen. De nieuwe songs komen overeen met de oude stijl, waarmee de band jaren geleden zijn successen vierde.
In 2010, ter gelegenheid van het 50-jarig podiumjubileum, ondertekende de band een contract bij het Hamburgse platenlabel Edel:Records en publiceerde daar het nieuwe studioalbum Rattles 50, met veertien nieuwe songs in een nieuwe, moderne sound. Tegelijkertijd verschenen nieuw gearrangeerde en opgenomen nummers op Greatest Hits.

## Onderscheidingen
- 1989: RSH-Goud in de categorie "Comeback van het jaar"

## Discografie

### Singles
- 1963: Star Club Sound Serie
- 1963: Twist im Star-Club
- 1963: Twist im Star-Club – 3e aflevering
- 1963: Twist im Star-Club – 7e aflevering
- 1963: Twist im Star-Club – 9e aflevering
- 1964: Baby, That Is Rock 'n Roll
- 1964: Bye Bye Johnny
- 1964: Do Wah Diddy Diddy
- 1964: Geh' zu ihm
- 1964: Live at the Star-Club Hamburg
- 1964: Memphis Tennessee
- 1964: Tell Me What Can I Do
- 1964: What Do You Want with My Baby
- 1965: Lass die Leute doch reden (Keep Searchin') (Johnny Hallyday meets the Rattles)
- 1965: Shame, Shame, Shame
- 1965: Spanish Harlem
- 1965:	(Stoppin' In) Las Vegas
- 1965:	La La La
- 1966: Land of 1.000 Dances (als The Fixx)
- 1966: Sha-La-La-La-Lee (als The "In" Crowd)
- 1966: Take This Hammer (als Our Gang)
- 1966:	Come On and Sing
- 1966:	It Is Love
- 1966:	Love of My Life
- 1967: Raindrop
- 1967:	Cauliflower
- 1968: Fought the Lord
- 1968: Mr. …
- 1968:	After Tea
- 1969: Geraldine
- 1969: Lady Love
- 1970: Funk '70
- 1970: Shop Fifteen
- 1970: Silly Lilly
- 1970:	The Witch
- 1971:	Devil’s on the Loose
- 1971:	You Can't Have Sunshine Everyday
- 1972: Money Making Machine
- 1973: Alabama
- 1973: Somethin' Else
- 1974: Hot Banana
- 1988:	Hot Wheels
- 1989: Little Miss Wunderbar (remix '89)
- 1990: Painted Warrior
- 1992: I Drove All Night
- 1993: No Way Out
- 2012: Maybe Tonight (The Rattles feat. Ireen Sheer)

### Albums
- 1964: The Searchers Meet the Rattles (Splitalbum met The Searchers)
- 1964:	Live at the Star-Club Hamburg
- 1964:	Twist im Star-Club Hamburg
- 1964:	Twist-Time im Star-Club
- 1965: Liverpool Beat
- 1965: Star-Club Show 1
- 1965:	The Rattles
- 1966: Rattles Greatest Hits 'New Recording'
- 1966:	Hurra, die Rattles kommen
- 1967: Remember Finale Ligure
- 1968: Rattles Production
- 1971: The Witch
- 1972: Tonight: The Rattles Starring Edna
- 1974: Gin Mill
- 1984: Johnny Hallyday trifft die Rattles (met Johnny Hallyday)
- 1988:	Hot Wheels
- 1990: Painted Warrior
- 1991: Rattles '91
- 1992: New Wonderland
- 1994: Weihnachten mit den Rattles
- 1997: Live
- 2007: Say Yeah!
- 2010: Rattles 50
- 2012: Need 2 C You
- 2015: Hotter Than Hell

### Compilaties
- 1964:	Twist im Star-Club
- 1966:	Rattles' Greatest Hits
- 1970: Rattles’ Greatest Hits
- 1971: The Best of the Rattles
- 1974: The Rattles!
- 1979: The Star-Club Tapes (2 lp's)
- 1986: The Best of the Rattles
- 1988: Die großen Erfolge einer Supergruppe
- 1988: The Rattles
- 1988: With All the Original Hits!
- 1992: 16 Tons
- 1997: The Greatest Hits
- 2000: Smash … ! Boom … ! Bang … ! The Singles 1

### Video's
- 2003: Hilfe, die Rattles kommen
- 2005: The Rattles – Beat Made in Germany

## Filmografie
- 1966: Hurra, die Rattles kommen (bioscoopfilm)